# Sedriano
Sedriano település Olaszországban, Lombardia régióban, Milánó megyében. Lakosainak száma 12 760 fő (2023. január 1.). Sedriano Arluno, Cisliano, Pregnana Milanese, Vanzago, Vittuone és Bareggio községekkel határos.

## Népesség
A település lakossága az elmúlt években az alábbi módon változott:
| Lakosok száma | 11 731 | 12 099 | 12 246 | 12 760 |
|               | 2013   | 2017   | 2018   | 2023   |